# 福岡市立冷泉小学校
福岡市立冷泉小学校（ふくおかしりつれいぜんしょうがっこう）は、かつて福岡県福岡市博多区上川端町にあった公立小学校。閉校後は博多小学校へ統合された。

## 歴史
- 1998年 - 統合に伴い閉校。冷泉小学校の校舎は、博多小学校の校舎として一時的に使用される[1][2]。

- 2001年 - 博多小学校の新校舎が完成し、一時的に使用していた校舎は跡地となる[1][2][3]。

## 遺跡
冷泉小学校跡地活用のため2018年から2022年まで、埋蔵文化財調査が行われた際に、石積遺構が発見された。